# Võ Văn Thưởng
Võ Văn Thưởng (Hải Dương, 13 dicembre 1970) è un politico vietnamita, Presidente del Vietnam dal 2 marzo 2023 al 21 marzo 2024.
È il più giovane a ricoprire questo incarico sotto l'attuale Repubblica Socialista del Vietnam. Come capo di Stato del paese, Thưởng è il secondo più alto funzionario del Vietnam dopo il segretario generale del Partito Comunista.
Membro del Politburo, è stato segretario esecutivo del Partito Comunista del Vietnam (CPV) dal 2021 al 2023. È anche membro della 15ª Assemblea Nazionale del Vietnam. È stato capo del dipartimento centrale di propaganda del Partito Comunista del Vietnam dal 2016 al 2021, vice-segretario permanente del comitato del partito di Ho Chi Minh City; Segretario del Comitato del Partito di Quang Ngai; Segretario permanente e Primo Segretario del Comitato Centrale dell'Unione della Gioventù Comunista di Ho Chi Minh, Presidente della Federazione della Gioventù del Vietnam. È il più giovane membro permanente del Segretariato del Comitato Centrale del Partito nella storia del Partito Comunista del Vietnam.

## Biografia
Võ Văn Thưởng è nato il 13 dicembre 1970 a Hai Duong, Repubblica Democratica del Vietnam. La sua famiglia lasciò il sud durante la guerra del Vietnam. Cresciuto al Nord, nel 1988 si è laureato in Filosofia marxista-leninista presso la Facoltà di Filosofia dell'Università di Ho Chi Minh City e nel 1992 in Marxismo-Leninismo. Successivamente, ha conseguito un master in filosofia presso l'Università di Scienze Sociali e Umanistiche, Università Nazionale del Vietnam, Ho Chi Minh City, e un altro in Filosofia nel 1999. Il 18 novembre 1993 è stato ammesso al Partito Comunista di Vietnam e ne divenne membro ufficiale il 18 novembre 1994. Ha inoltre frequentato i corsi presso l'Accademia Nazionale di Politica di Ho Chi Minh, conseguendo una specializzazione in teoria politica.